# Kalwaria w Niedamirowie
Kalwaria w Niedamirowie (przed 1945 niem. Kapellenberg) – ruiny dawnej kalwarii znajdujące się na górze Kalwaria w Niedamirowie.
Góra kalwaria (713 m n.p.m.) położona jest nieopodal Niedamirowa w bocznym ramieniu Lasockiego Grzbietu. Na szczycie w północnym zboczu góry znajdują się resztki założenia kalwaryjnego z 2. poł. XIX w. Na kalwarię prowadziły stacje drogi krzyżowej.